# Pomnik ks. Kazimierza Michalskiego w Zielonej Górze
Pomnik ks. Kazimierza Michalskiego w Zielonej Górze – pomnik pierwszego polskiego proboszcza Zielonej Góry dłuta prof. Karola Badyny, odsłonięty w Zielonej Górze 30 maja 2020, w 60. rocznicę Wydarzeń Zielonogórskich.

## Budowa pomnika
Powstanie pomnika zostało zainicjowane w lutym 2018 przez Komitet Obchodów „Wydarzeń Zielonogórskich 1960”. W skład Komitetu weszli m.in. przedstawiciele Katolickiego Stowarzyszenia Civitas Christiana, w tym Walerian Piotrowski obrońca w procesach sądowych po Wydarzeniach Zielonogórskich z 30 maja 1960, przedstawiciele Archiwum Państwowego w Zielonej Górze, Rady Miasta Zielona Góra oraz Prezydenta Miasta Zielona Góra. Dzięki staraniom Komitetu w kwietniu 2019 inicjatywa zyskała poparcie Instytutu Pamięci Narodowej, który współfinansował budowę pomnika. 25 czerwca 2019 Rada Miasta przyjęła uchwałę w sprawie wzniesienia pomnika ks. Kazimierza Michalskiego. W wyniku konkursu wybrany został projekt prof. Karola Badyny z Krakowa.

## Lokalizacja
Pomnik został wzniesiony w centrum miasta na Placu Ks. Biskupa Wilhelma Pluty, w pobliżu konkatedry św. Jadwigi Śląskiej. Jego uroczyste poświęcenie i odsłonięcie nastąpiło 30 maja 2020 podczas obchodów 60. rocznicy Wydarzeń Zielonogórskich.

## Opis pomnika
Pomnik ks. Kazimierza Michalskiego jest wykonany z brązu, pokryty patyną. Pomnik nie stoi na cokole, tylko bezpośrednio na chodniku z granitowej kostki. Jest to dynamiczna rzeźba bez cokołu, która ukazuje ks. Michalskiego idącego oraz wykonującego znak krzyża.